# 상대 호몰로지
대수적 위상수학에서 상대 호몰로지(relative homology)는 위상 공간의 어떤 부분공간에 대하여 사슬 복합체의 몫을 취하여 얻은 특이 호몰로지다.

## 정의
{\displaystyle X}가 위상 공간이고, {\displaystyle A\subset X}가 그 부분공간이라고 하자. 그렇다면 그 사슬 복합체에 대하여 다음과 같은 벡터 공간의 짧은 완전열이 존재한다.
{\displaystyle 0\to C_{\bullet }(A)\to C_{\bullet }(X)\to C_{\bullet }(X)/C_{\bullet }(A)\to 0}.
몫공간 {\displaystyle C_{\bullet }(X)/C_{\bullet }(A)}의 원소를 상대 사슬(relative chain)이라고 한다.
{\displaystyle C_{\bullet }(X)}에 대한 경계 연산자 {\displaystyle \partial }은 {\displaystyle C_{\bullet }(A)}를 보존한다. 따라서 {\displaystyle C_{\bullet }(X)/C_{\bullet }(A)}의 경계를 정의할 수 있다. 이에 따라 {\displaystyle C_{\bullet }(X)/C_{\bullet }(A)}는 사슬 복합체를 이루며, 그 호몰로지를 상대 호몰로지 {\displaystyle H_{\bullet }(X,A)}라고 한다.

## 성질
(통상적인) 특이 호몰로지를 {\displaystyle H_{n}(X)}라고 하면, {\displaystyle H_{n}(X,\varnothing )=H_{n}(X)}이다. 즉, 통상적인 특이 호몰로지는 상대 호몰로지의 특수한 경우다.

### 절단 정리
{\displaystyle U\subset A}가 {\displaystyle \operatorname {cl} U\subset \operatorname {int} (A)}를 만족한다고 하자. 여기서 {\displaystyle \operatorname {cl} }은 닫힘이고, {\displaystyle \operatorname {int} }는 내부이다. 그렇다면 {\displaystyle H_{\bullet }(X,A)=H_{\bullet }(X\setminus U,A\setminus U)}이다. 이를 절단 정리(excision theorem)이라고 한다.
나아가, {\displaystyle (X,A)}가 위상수학적으로 비교적 정상적인 경우 보통 {\displaystyle H_{\bullet }(X,A)=H_{\bullet }(X/A)}이다.

### 상대 호몰로지의 긴 완전열
지그재그 보조정리(zigzag lemma)를 사용하여, 다음과 같은 완전열을 정의할 수 있다.
{\displaystyle \cdots \to H_{n}(A){\xrightarrow {i_{*}}}H_{n}(X){\xrightarrow {j_{*}}}H_{n}(X,A){\xrightarrow {\partial _{*}}}H_{n-1}(A)\to \cdots }.
여기서 {\displaystyle i_{*}}와 {\displaystyle j_{*}}는 짧은 완전열의 사상들
{\displaystyle 0\to C_{\bullet }(A){\xrightarrow {i}}C_{\bullet }(X){\xrightarrow {j}}C_{\bullet }(X,A)\to 0}
의 펑터 {\displaystyle H_{n}}에 대한 상이다. {\displaystyle \partial _{*}}는 지그재그 보조정리에 의하여 정의되는 사상이다. 즉, 상대 호몰로지 {\displaystyle H_{n}(X,A)}의 경계는 {\displaystyle H_{n-1}(A)}에 속한다.

## 에일렌베르크-스틴로드 공리
상대 호몰로지는 에일렌베르크-스틴로드 공리라는 공리계를 따른다.

## 같이 보기
- 마이어-피토리스 열

## 참고 문헌
- Hatcher, Allen (2002). 《Algebraic topology》. Cambridge University Press. ISBN 0-521-79540-0.